# ジャン・ルノディー
ジャン・ルノディー　（Jean Renaudie　1925年6月8日オート＝ヴィエヌ県ラ・メーズ市生　－　1981年10月13日ヴァル＝ド＝マルヌ県イヴリ＝スュル＝セーヌ市没）はフランスの建築家。

## 経歴
1945年にエコール・ナシオナル・デ・ボ＝ザールに入学し、オーギュスト・ペレ、次いでマルセル・ロッズの研究室で学ぶ。DPLG（政府授与)建築家学位資格を1958年に取得後、（1956年に出会った）ピエール・リブーレ、ジェラール・テュルノエおよびジャン＝ルイ・ヴェレとともにアトリエ・ド・モンルージュを設立、そこにおいて、余計なものを削ぎ落とした造形的諸効果の簡素さゆえに「ブリュタリスト的（ブルータリスト的）」と形容された建築を実践する。同アトリエは地元モンルージュ市（オー＝ド＝セーヌ県）の県立託児所あるいはヴァンセンヌ競技場計画案（1963年6月の設計競技）によって注目される。
1968年、五月革命の出来事についての見解の相違以上に、ヴァル＝ド＝ルイユの新市街整備計画についての不一致から、同アトリエの他のメンバーと断絶。ルノディーは平らで湿潤な当初からの予定地をみおろす崖の上の土地への市街の設定・整備を望んだとされる。同年、自前の建築設計事務所をイヴリ＝スュル＝セーヌ市に設立する。
1971年から1975年にかけてと1976年から1980年にかけての二期、同市中心市街地の再開発にルネ・ガイユステとともに参加。ここでは、彼の実現作のひとつであるジャンヌ＝アシェット商業センターが彼に国際的名声をもたらす。1974年からは、ジヴォール旧市街（ローヌ県）の再開発に従事し、代表作シテ・デ・ゼトワールを創造する。1976年と1981年のあいだには、ヴィルタヌーズ市（セーヌ＝サン＝ドニ県）の協調整備地区事業に参加する。
1978年には文化省の国民建築大賞をその作品全体を理由に受賞。
彼の仕事の本質は社会住宅と都市整備にかかわる。彼は1950-1960年代の大規模集住群と初期新都市群の生産方法に最初に反対した人々のひとりであった。彼は建築からモデルないし体系化を作り上げるといったことをけっして望まなかった。その例証として、彼が建設した集住の諸住戸の多様さがある。
彼の代表作はジヴォールの城の廃墟の足もとにある。これらの社会住宅の建物は、丘の中腹において、諸住居の見晴らしと方位付けを最適化するよう努める、非常に独特な建築である。